# MacKinlay Kantor
Benjamin MacKinlay Kantor (ur. 4 lutego 1904 w Webster City, zm. 11 października 1977 w Sarasocie) – amerykański pisarz i dziennikarz, scenarzysta filmowy.

## Zarys biografii
Nie używał pierwszego imienia. Pracował jako dziennikarz. W 1930 przeprowadził się do Nowego Jorku. W tym czasie tworzył m.in. opowiadania kryminalne na potrzeby czasopism, czyniąc ich bohaterami dwóch braci-policjantów, Nicka i Dave'a Glennanów. W 1928 opublikował pierwszą powieść, Diversey, traktującą o gangsterach chicagowskich. W następnej dekadzie zaczął tworzyć książki o wojnie secesyjnej, pierwszą jego powieścią o tej tematyce była Long Remember. W czasie II wojny światowej był korespondentem w Londynie, ponadto był świadkiem wyzwolenia obozu koncentracyjnego w Buchenwaldzie – pisał głównie dla czasopism z Los Angeles.
Pracował na potrzeby kina i telewizji. W 1946 na podstawie jego powieści Glory for Me nakręcono oscarowy film Najlepsze lata naszego życia, opowiadający o wracających z frontu żołnierzach. Z największym uznaniem spotkała się jednak wydana w 1955 powieść Andersonville, w następnym roku nagrodzona Pulitzerem. W miejscowości Andersonville w stanie Georgia konfederaci przetrzymywali jeńców wojennych (żołnierzy Unii) w czasie wojny secesyjnej. Inne jego utwory to The Voice of Bugle Ann (1935), Gettysburg (1952) czy Story Teller (1967).

## Twórczość

### Powieści
- Diversey (1928)
- El Goes South (1930)
- The Jaybird (1932)
- Long Remember (1934)
- The Voice of Bugle Ann (1935)
- Arouse and Beware (1936)
- The Romance of Rosy Ridge (1937)
- The Noise of Their Wings (1938)
- Here Lies Holly Springs (1938)
- Valedictory (ilustr. Amos Sewell) (1939)
- Cuba Libre (1940)
- Gentle Annie (1942)
- Happy Land (1943)
- Glory for Me (1945)
- Midnight Lace (1948)
- The Good Family (1949)
- Wicked Water (1949)
- One Wild Oat (1950)
- Signal Thirty-Two (1950)
- Don't Touch Me (1951)
- Warwhoop: Two Short Novels of the Frontier (1952)
- The Daughter of Bugle Ann (1953)
- God and My Country (1954)
- Andersonville (1955)
- Frontier: Tales of the American Adventure (1959)
- The Unseen Witness (1959)
- Spirit Lake (1961)
- If the South Had Won the Civil War (1961) – pierwotnie opublikowana w dwutygodniku „Look” 22 listopada 1960
- Beauty Beast (1968)
- I Love You, Irene (1973)
- The Children Sing (1974)
- Valley Forge (1975)

### Antologie
- Turkey in the Straw: A Book of American Ballads and Primitive Verse (1935)
- Author's Choice (stories) (1944) – opowiadania
- Silent Grow the Guns, and Other Tales of the American Civil War (1958) – opowiadania
- It's About Crime (stories) (1960) – opowiadania
- The Gun-Toter, and Other Stories of the Missouri Hills (1963) – opowiadania
- Story Teller (1967) – opowiadania i eseje

### Książki dla dzieci i młodzieży
- Angleworms on Toast (ilust. Kurt Wiese) (1942)
- Lee and Grant at Appomattox (ilustr. Donald McKay) (1950)
- Gettysburg (ilustr. Donald McKay) (1952)
- The Work of Saint Francis (ilustr. Johannes Troyer) (1958)

### Publikacje niebeletrystyczne
- But Look, the Morn: The Story of a Childhood (1951) – pamiętnik
- Lobo (1958)
- Curtis LeMay, Mission with LeMay: My Story (1965) – współautor
- The Day I Met a Lion (1968) – pamiętnik, eseje
- Missouri Bittersweet (1969)
- Hamilton County (1970)